# Lasiosphaeria moseri
Lasiosphaeria moseri är en svampart som beskrevs av O. Hilber 1983. Lasiosphaeria moseri ingår i släktet Lasiosphaeria och familjen Lasiosphaeriaceae.   Inga underarter finns listade i Catalogue of Life.